# Eucopidocaulus biintrusus
Eucopidocaulus biintrusus är en skalbaggsart som beskrevs av Heller 1913. Eucopidocaulus biintrusus ingår i släktet Eucopidocaulus och familjen Dynastidae. Inga underarter finns listade i Catalogue of Life.